# Eastern shore
Eastern shore är en vanlig benämning på Chesapeake Bays östra strand och på de delar av Maryland och Virginia som finns på den sidan av viken. Det är främst Marylands östra del som kallas för Eastern shore. Eastern shore är alltså Delmarvahalvöns västra strand. Största stad är Easton i Maryland. Eastern shore var tidigare rätt isolerat. Numera har många välbärgade personer i Washington med omnejd sommarhus på Eastern shore.